# Црква Преображења Господњег у Брусу
Црква Преображења Господњег у Брусу, општинском седишту општине Брус, подигнута је 1836. године. Црква припада Епархији крушевачкој Српске православне цркве и посвећена је Преображењу Господњем.
Храм је подигнут у то време „на крају варошице и на уздигнутом платоу у непосредној близини Расине и Грашевачке реке, а освећена 13. септембра исте године”, стоји у Летопису бруске цркве. 
Давне 1836. године, књаз Милош је на Kошијском пољу у Kрушевцу обзнанио наредбом да ће се на једној бруској ливади саградити црква. О томе сведочи прича о Живку Старинцу који је за храм дао белу кобилу и ћуп масла. Бруска црква настала је као светилиште Жичке епархије.
Летопис бруске цркве бележи и да је подигнута од добровољног прилога на земљишту које, по причању, припадало турском аги, који га је трампио са Живком Старинцем из Дртеваца за неку врло лепу кобилу. Живко је ово место уступио за подизање цркве. Црква је била мала, па је доцније дозидана звонара. Kако није била довољно осветљена прозори су повећани, а патос поплочан.
Саграђена је као скромна једнобродна грађевина, са полукружном олтарском апсидом и масивним звоником на западном улазу. Од првобитног иконостаса, који је, вероватно, сликао молер Јања, сачувано је неколико икона. Цркву је рукописао Николај Михаилченко, који је у Брус дошао са још неколицином Руса, избегавши бољшевички терор, 1917. године.
Грађена је од камена чија је врста неутврђена, јер је црква и споља и унутра малтерисана. Изнад улазних врата на западу налази се икона Светог Преображења испод које је записано:
Во славу јединосушнија и наеразђелија Троици
отца и сина и св. Духа созидасја церков сија у Брусу
посвјашћена св. Преображенију под сречњим владанијем
свјетењшато књаза и премилостивог господара
Милоша Тодоровића Обреновића
лета господњег 1836. месеца августа 31 године.